# Младият Робин Худ
„Младият Робин Худ“ (на английски: Young Robin Hood) е анимационен сериал, продуциран за „Хана-Барбера“, CINAR и France Animation и се излъчва по различните канали през 1991 г. Сериалът се излъчва само за един сезон като част от програмния блок за неделя сутрин The Funtastic World of Hanna-Barbera (1985–94). Сериалът е съвместна продукция между САЩ, Канада и Франция. Анимацията е продуцирана от France Animation и Crayon Animation.

## Актьорски състав
- Тор Бишъприк – Робин Худ
- Терънс Скамъл – Малкият Джон
- Майкъл О'Райли – Алън от долината
- Соня Бол – Уил Скарлет
- Хари Станджофски – Отец Тък
- Аник Матърн – Мариан
- Бронуен Мантел – Хагала
- Майкъл Рудър – Принц Джон
- Ей Джи Хендерсън – Шерифът на Нотингам

## В България
Сериалът се излъчва в оригинал на английски език по „Картун Нетуърк“ в началото на 90-те години на XX век в България.
По-късно се излъчва по Канал 1 на БНТ около 1995 – 1996 г. с български дублаж. В него участват Александър Воронов и Васил Бъчваров.